# Liste der National Historic Sites of Canada in Montreal
Diese Liste beinhaltet alle Bauwerke, Objekte und Stätten in der kanadischen Stadt Montreal und den umliegenden Gemeinden auf der Île de Montréal, die den Status einer National Historic Site of Canada (frz. lieu historique national du Canada) besitzen. Das kanadische Bundesministerium für Umwelt nahm 58 Stätten in diese Liste auf. Von diesen werden drei von Parcs Canada verwaltet.
National Historic Sites in der übrigen Provinz Québec finden sich in der Liste der National Historic Sites of Canada in Québec.
Stand: Juni 2012

## National Historic Sites
| Historische Stätte                                           | Datum                                            | Kenn- zeichnung | Standort                                              | Beschreibung | Foto |
| ------------------------------------------------------------ | ------------------------------------------------ | --------------- | ----------------------------------------------------- | --- | --- |
| Altes Zollhaus                                               | 1838 (Bauende)                                   | 1997            | Montreal 45° 30′ 12″ N, 73° 33′ 16″ W                 | Herausragendes Beispiel palladianischer Architektur in Kanada, entworfen von John Ostell, und eines der letzten kanadischen Gebäude in diesem Stil. Sein Bau steht für den Beginn der größeren Bedeutung Montreals im Vergleich zur Provinzhauptstadt Québec.                                                                             | Altes Zollhaus |
| Appartements Marlborough                                     | 1900 (Bauende)                                   | 1990            | Montreal 45° 30′ 25″ N, 73° 34′ 33″ W                 | Viergeschossiger Wohnblock aus roten Ziegelsteinen und exzellentes Beispiel des Wohnungsbaus in Kanada um die Jahrhundertwende; der Queen-Anne-Stil war in jener Epoche in ganz Kanada ein beliebter Baustil für den luxuriösen Stadtwohnungsbau; die Appartements Marlborough gehören zu den wenigen verbliebenen Gebäuden dieser Art.   | Vordereingang der Appartements Marlborough                                                                                        |
| Atwater-Bibliothek des Mechanics’ Institute of Montreal      | 1920 (Bauende)                                   | 2005            | Montreal 45° 29′ 19″ N, 73° 35′ 3″ W                  | Gebäude des ersten Mechanikerinstituts in Kanada (gegründet 1828) und der ältesten wissenschaftlichen Bibliothek des Landes; das letzte Gebäude Kanadas, das noch dem ursprünglichen Zweck dient. | Ansicht eines Reliefs am Gebäude des Mechanics’ Institute                                                                         |
| Bank of Montreal                                             | 1894 (Bauende)                                   | 1990            | Montreal 45° 29′ 16″ N, 73° 34′ 7″ W                  | Ehemalige Bankfiliale in einem dreigeschossigen Sandsteingebäude; ein seltenes erhalten gebliebenes Beispiel eines Geschäftsgebäudes im Queen-Anne-Stil in Kanada. | Das Bank of Montreal |
| Botanischer Garten Montreal                                  | 1931 (Gründung)                                  | 2008            | Montreal 45° 33′ 26″ N, 73° 33′ 25″ W                 | 75 Hektar großer botanischer Garten mit thematischen Gärten und Gewächshäusern; gehört aufgrund des Umfangs der Sammlung zu den bedeutendsten Einrichtungen dieser Art weltweit. | Friedensgarten im Botanischen Garten Montreal                                                                                     |
| Boulevard Saint-Laurent (La Main)                            |                                                  | 1996            | Montreal 45° 30′ 37″ N, 73° 33′ 52″ W                 | Sechs Kilometer langer Abschnitt des Boulevard Saint-Laurent, an dem sich fortlaufend neue Gruppen von Einwanderern niederließen; die Verschmelzung und Durchmischung der Kulturen ließ einen Lebensstil entstehen, der zahlreiche Schriftsteller, Dichter, Sänger und Filmemacher inspirierte.                                           | Boulevard Saint-Laurent im Jahr 1905                                                                                              |
| Canal de Sainte-Anne-de-Bellevue                             | 1843 (Bauende)                                   | 1929            | Sainte-Anne- de-Bellevue 45° 24′ 13″ N, 73° 57′ 16″ W | Ein Kanal, der die Sainte-Anne-Stromschnellen im östlichen Flussarm des Ottawa River umgeht. | Canal de Sainte-Anne-de-Bellevue                                                                                                  |
| Champ d’honneur national du Fonds du Souvenir                | 1930 (Gründung)                                  | 2007            | Pointe-Claire 45° 26′ 39″ N, 73° 50′ 16″ W            | Militärischer Ehrenfriedhof für Veteranen, die nach ihrem Dienst in einem Krankenhaus oder einer öffentlichen Einrichtung starben. | Champ d’honneur national du Fonds du Souvenir                                                                                     |
| Château Ramezay / Maison des Indes                           | 1705 (Bauende)                                   | 1949            | Montreal 45° 30′ 32″ N, 73° 33′ 11″ W                 | Wohnhaus von Claude de Ramezay, dem Gouverneur von Montreal; spielte eine wichtige Rolle im politischen und wirtschaftlichen Leben Neufrankreichs und Niederkanadas; Sitz der Französischen Westindienkompanie und Residenz der Generalgouverneure von Britisch-Nordamerika.                                                              | Château Ramezay |
| Christ Church Cathedral                                      | 1860 (Bauende)                                   | 1999            | Montreal 45° 30′ 13″ N, 73° 34′ 12″ W                 | Herausragendes Beispiel einer neugotischen Kathedrale; zu den Mitgliedern ihrer Kirchengemeinde gehörten zahlreiche führende Industrielle und Geschäftsleute, weshalb die Kathedrale mit dem Wachstum und der Entwicklung der Stadt in Verbindung steht.                                                                                  | Christ Church Cathedral |
| Schlacht am Rivière des Prairies / Schlacht von Coulée Grou  | 1690 (Schlacht)                                  | 1924            | Montreal 45° 41′ 56″ N, 73° 30′ 14″ W                 | Standort einer Schlacht zwischen einer Gruppe von Irokesen und einer Gruppe französischer Siedler im Jahr 1690 | |
| Erskine and American United Church                           | 1894 (Bauende)                                   | 1998            | Montreal 45° 29′ 57″ N, 73° 34′ 47″ W                 | Herausragendes Beispiel einer großen neuromanischen Kirche, bekannt für ihre ungewöhnliche Fensteranordnung und ihr attraktives Mauerwerk; wertvolle Glasmalereien von Louis Comfort Tiffany. | Vorderfassade der Erskine and American United Church                                                                              |
| Fort de la Montagne                                          | 1694 (Bauende)                                   | 1970            | Montreal 45° 29′ 38″ N, 73° 35′ 5″ W                  | Zwei 13 Meter hohe Türme, die ursprünglich Bastionen eines von François Vachon de Belmont erbauten Forts waren, um eine nahe gelegene Missionsstation der Sulpizianer zu schützen; beherbergte auch die Schule der Heiligen Marguerite Bourgeoys.                                                                                         | Einer der zwei Türme des Fort de la Montagne                                                                                      |
| Geburtsstätte Montreals (Fort Ville-Marie)                   | 1642 (Ereignis)                                  | 1924            | Montreal 45° 30′ 12″ N, 73° 33′ 14″ W                 | Der Standort, an dem Paul Chomedey de Maisonneuve am 17. Mai 1642 das Fort Ville-Marie gründete und somit den Grundstein zur Stadt Montreal legte. | Fort Ville-Marie im Jahr 1645 |
| Forum de Montréal                                            | 1924 (Bauende)                                   | 1997            | Montreal 45° 29′ 25″ N, 73° 35′ 5″ W                  | Eine der berühmtesten Sportstätten Kanadas; Ikone des kanadischen Sports (insbesondere Eishockey) aufgrund der Beziehung mit einem der erfolgreichsten Teams Nordamerikas, den Canadiens de Montréal. | Bau des Montreal Forum im Jahr 1924                                                                                               |
| Freimaurertempel Montreal                                    | 1930 (Bauende)                                   | 2001            | Montreal 45° 29′ 41″ N, 73° 34′ 59″ W                 | Monumentaler Freimaurertempel, der einem griechischen Tempel nachempfunden ist; erbaut zu Ehren der Freimaurer, die im Ersten Weltkrieg Militärdienst leisteten; herausragendes Beispiel später Beaux-Arts-Architektur in Kanada. | Freimaurertempel Montreal |
| Friedhof Mont-Royal                                          | 1852 (Gründung)                                  | 1999            | Montreal 45° 30′ 32″ N, 73° 35′ 50″ W                 | 67 Hektar großer Friedhof am Nordwesthang des Mont Royal, angelegt gemäß den Picturesque-Idealen des frühen 19. Jahrhunderts für ländliche Friedhöfe; viele der Gräber sind von herausragender historischer, architektonischer und künstlerischer Bedeutung.                                                                              | Eingangstor des Friedhofs Mont-Royal um 1895                                                                                      |
| Friedhof Notre-Dame-des-Neiges                               | 1854 (Gründung)                                  | 1999            | Montreal 45° 30′ 7″ N, 73° 36′ 23″ W                  | Größter Friedhof des Landes und eine herausragende Kulturlandschaft; die historische Bedeutung zahlreicher in diesem Friedhof begrabener Personen erinnert an viele Aspekte der Geschichte Montreals, Québecs und Kanadas. | Eingangstor des Friedhofs Notre-Dame-des-Neiges                                                                                   |
| Gare Windsor                                                 | 1889 (Bauende)                                   | 1975            | Montreal 45° 29′ 51″ N, 73° 34′ 7″ W                  | Von Bruce Price entworfener Hauptbahnhof und Hauptsitz der Canadian Pacific Railway; eines der ältesten bedeutenden Gebäude Kanadas in der von Henry Hobson Richardson inspirierten neuromanischen Stilrichtung. | Gare Windsor |
| George-Étienne-Cartier-Haus                                  | 1838 (Bauende)                                   | 1964            | Montreal 45° 30′ 40″ N, 73° 33′ 6″ W                  | Residenz von Sir George-Étienne Cartier, einem der Väter der Konföderation; beispielhaft für ein Montrealer Wohnhaus der oberen Mittelklasse in der Mitte des 19. Jahrhunderts. | George-Étienne-Cartier-Haus |
| Historischer Bezirk (Senneville)                             | 1860 (Gründung)                                  | 2002            | Senneville 45° 25′ 50″ N, 73° 57′ 8″ W                | Ein 565 Hektar großer historischer Bezirk, der aus einem Feriendorf des späten 19. Jahrhunderts heraus entstand; repräsentativ für die Entwicklung des Picturesque-Landschaftsdesigns und der Arts-and-Crafts-Architektur. | Historischer Bezirk (Senneville)                                                                                                  |
| Historischer Bezirk (Westmount)                              | 1874 (Gründung)                                  | 2012            | Westmount 45° 29′ 12″ N, 73° 35′ 40″ W                | Historischer Bezirk in Westmount, der die architektonischen Stile und Trends der Landschaftsgestaltung zwischen 1890 und 1930 versinnbildlicht. | Historischer Bezirk (Westmount)                                                                                                   |
| Hochelaga                                                    | ca. 1300 (erstes befestigtes Dorf in der Gegend) | 1920            | Montreal 45° 30′ 13″ N, 73° 34′ 31″ W                 | Grasbedeckte Fläche von rund 79 m² mit einer Steinmarkierung, links neben dem Haupteingang der McGill University gelegen; stellvertretend für den vermuteten Standort des irokesischen Dorfes Hochelaga, das Jacques Cartier im Jahr 1535 besuchte.                                                                                       | Ansicht von Hochelaga, veröffentlicht in Venedig durch Giovan Battista Ramusio, basierend auf den Erzählungen von Jacques Cartier |
| Hôpital des Sœurs Grises                                     | 1765 (Bauende)                                   | 1973            | Montreal 45° 30′ 1″ N, 73° 33′ 17″ W                  | Beispiel früher frankokanadischer Architektur und eines der erhalten gebliebenen Gebäude des Krankenhauskomplexes der „Grauen Nonnen“; die Sœurs de la Charité de Montréal, gegründet von Marguerite d’Youville, sorgen hier bis 1871 für die Kranken und Armen und weiteten von hier aus ihre Tätigkeit über ganz Kanada aus.            | Hôpital des Sœurs Grises |
| Hôtel de Ville                                               | 1878 (Bauende)                                   | 1984            | Montreal 45° 30′ 32″ N, 73° 33′ 14″ W                 | Fünfgeschossiges öffentliches Gebäude und eines der herausragendsten Beispiele von Second-Empire-Architektur in Kanada; das erste eigens zu diesem Zweck erbaute Rathaus des Landes sowie ein Beispiel der wachsenden Bedeutung städtischer Siedlungen und kommunaler Dienstleistungen im späten 19. Jahrhundert.                         | Hôtel de Ville |
| Lachine-Kanal                                                | 1825 (Bauende)                                   | 1929            | Montreal 45° 27′ 30″ N, 73° 36′ 42″ W                 | 14 Kilometer langer Kanal aus der ersten Hälfte des 19. Jahrhunderts, zur Umgehung der Stromschnellen im Sankt-Lorenz-Strom erbaut; Ausgangspunkt eines Kanalnetzes, das die Großen Seen und das Innere des Kontinents mit dem Atlantischen Ozean verbindet.                                                                              | Lachine-Kanal |
| Lachine-Kanal, Industriekomplex                              | 1825 (Bauende)                                   | 1996            | Montreal 45° 27′ 30″ N, 73° 36′ 42″ W                 | Bedeutender Industriekomplex, dessen Anzahl Unternehmen und Vielfältigkeit der Erzeugnisse auf seinem Höhepunkt (1880 bis 1940) in Kanada beispiellos war; zeitweise war in dieser Gegend über ein Fünftel der gesamten Arbeiterschaft auf der Île de Montréal beschäftigt.                                                               | Fabriken entlang dem Lachine-Kanal im Jahr 1896                                                                                   |
| Maison Cartier                                               | 1813 (Bauende)                                   | 1982            | Montreal 45° 30′ 29″ N, 73° 33′ 9″ W                  | Zweigeschossige Reihenhäuser, die für den vorindustriellen Hausbau in Kanada typisch sind; ursprünglich für Louis Parthenais und Augustin Perrault errichtet. | Maison Cartier |
| Maison LeBer-LeMoyne                                         | 1671 (Bauende)                                   | 2002            | Montreal 45° 25′ 48″ N, 73° 39′ 59″ W                 | Ehemaliger, aus Feldsteinen errichteter Pelzhandelsposten. | Maison LeBer-LeMoyne |
| Maison Louis-Joseph-Papineau                                 | 1785 (Bauende)                                   | 1968            | Montreal 45° 30′ 36″ N, 73° 33′ 8″ W                  | Zweigeschossiges Gebäude, in welchem die Familie von Louis-Joseph Papineau lebte; steht im Zusammenhang mit Papineaus wichtigstem Lebensabschnitt, als er Vorsitzender der Parti canadien und eine der Führungspersönlichkeiten der Niederkanada-Rebellion war.                                                                           | Maison Louis-Joseph-Papineau |
| Maison Saint-Gabriel                                         | 1668 (Bauende)                                   | 2007            | Montreal 45° 28′ 33″ N, 73° 33′ 22″ W                 | Haus aus Feldsteinen und Wohnstätte von Nonnen der Congrégation de Notre-Dame de Montréal, die über 300 Jahre lang einen landwirtschaftlichen Betrieb führten; eines der ältesten erhalten gebliebenen Bauernhäuser Kanadas und ein herausragendes Beispiel ländlicher Architektur Neufrankreichs.                                        | Maison Saint-Gabriel |
| Marché Bonsecours                                            | 1847 (Bauende)                                   | 1984            | Montreal 45° 30′ 32″ N, 73° 33′ 5″ W                  | Monumentales öffentliches Gebäude mit Kuppel, das ursprünglich als erstes Rathaus der Stadt erbaut wurde; später eine Markthalle mit Ausstellungs- und Konzerträumen. Das größte Mitte des 19. Jahrhunderts in Kanada erbaute Rathaus und Symbol von Montreals Aufstieg zu einer Metropole.                                               | Ansicht des Marché Bonsecours |
| Marie-Reine-du-Monde de Montréal                             | 1894 (Einweihung)                                | 1999            | Montreal 45° 29′ 58″ N, 73° 34′ 7″ W                  | Neobarocke Kathedrale, die zum Zeitpunkt ihrer Errichtung die Dominanz neugotischer Kirchenarchitektur in Kanada durchbrach; inspiriert vom Petersdom in Rom, ist sie das bedeutendste Symbol des Ultramontanismus in Kanada. | Kathedrale Marie-Reine-du-Monde de Montréal                                                                                       |
| Merchants Textile Mill                                       | 1882 (Gründung)                                  | 1989            | Montreal 45° 28′ 32″ N, 73° 34′ 48″ W                 | Zweitgrößte Textilfabrik Kanadas in den ersten vier Jahrzehnten des 20. Jahrhunderts. | |
| Monklands / Villa Maria                                      | 1804 (Bauende)                                   | 1951            | Montreal 45° 28′ 55″ N, 73° 37′ 2″ W                  | Zweigeschossiges neopalladianisches Anwesen, das von 1844 bis 1849 als offizielle Residenz des Generalgouverneurs von Kanada diente; heute eine Privatschule für Mädchen. | Monklands / Villa Maria |
| Modellstadt Mont-Royal                                       | 1914 (Planung)                                   | 2008            | Mont-Royal 45° 30′ 58″ N, 73° 38′ 35″ W               | Bemerkenswertes Beispiel einer detailliert geplanten und errichteten Gartenstadt des frühen 20. Jahrhunderts. | Straße in Mont-Royal |
| Monument national                                            | 1893 (Bauende)                                   | 1985            | Montreal 45° 30′ 33″ N, 73° 33′ 45″ W                 | Viergeschossiges Theater- und Kulturzentrum, erbaut von der Société Saint-Jean-Baptiste de Montréal und bekannt als „Herz des französischen Amerikas“; wird heute von der nationalen kanadischen Theaterschule genutzt. | Monument national |
| Mount Stephen Club                                           | 1881 (Bauende)                                   | 1971            | Montreal 45° 29′ 57″ N, 73° 34′ 33″ W                 | Großes viktorianisches Anwesen, gilt als bestes Beispiel eines Neorenaissance-Hauses in Kanada; Wohnhaus von George Stephen, 1. Baron Mount Stephen, Präsident der Bank of Montreal und der Canadian Pacific Railway im späten 19. Jahrhundert; heute ein Gentlemen’s Club.                                                               | Mount Stephen Club |
| Mutterhaus der Grauen Nonnen von Montreal                    | 1871 (Bauende)                                   | 2011            | Montreal 45° 29′ 57″ N, 73° 34′ 33″ W                 | Das ehemalige Mutterhaus der Sœurs de la Charité de Montréal, heute Teil der Concordia University; | Mutterhaus der Grauen Nonnen von Montreal                                                                                         |
| Notre-Dame de la Défense                                     | 1919 (Bauende)                                   | 2002            | Montreal 45° 32′ 6″ N, 73° 36′ 41″ W                  | Neuromanisches Kirchengebäude im Stadtteil Petite Italie, ausdrücklich für eine Kirchengemeinde der Italo-Kanadier erbaut; diese geht auf Kanadas älteste italienische Gemeinschaft zurück, die sich in den 1860er Jahren bildete. | Fassade der Kirche Notre-Dame-de-la-Défense                                                                                       |
| Notre-Dame de Montréal                                       | 1829 (Bauende)                                   | 1989            | Montreal 45° 30′ 16″ N, 73° 33′ 23″ W                 | Große neugotische Basilika, die nach ihrer Fertigstellung ein halbes Jahrhundert lang das größte Kirchengebäude Kanadas und der USA war; das erste bedeutende Beispiel neugotischer Architektur des Landes; erbaut unter Beteiligung zahlreicher bekannter Architekten und Künstler aus Québec.                                           | Vorderfassade der Basilika Notre-Dame de Montréal                                                                                 |
| Pavillon Hersey                                              | 1905 (Bauende)                                   | 1997            | Montreal 45° 30′ 31″ N, 73° 34′ 50″ W                 | Eines der ersten kanadischen Wohnheime für Krankenschwestern, auf dem Campus des Royal Victoria Hospital gelegen; stellvertretend für die Geschichte der Ausbildung und der Berufsausübung von Krankenschwestern in Kanada. | Pavillon Hersey |
| Pavillon Mailloux                                            | 1931 (Bauende)                                   | 1997            | Montreal 45° 31′ 32″ N, 73° 33′ 51″ W                 | Fünfgeschossiges Schwesternwohnheim auf dem Gelände des Hôpital Notre-Dame de Montréal; der Bau dieses zweckgebundenen Gebäudes im Jahr 1931 symbolisierte die wachsende Professionalität der Krankenpflege und die größer werdende Bedeutung von Frauen im Gesundheitswesen.                                                             | Pavillon Mailloux |
| Saint-Léon de Westmount                                      | 1903 (Bauende)                                   | 1997            | Westmount 45° 29′ 8″ N, 73° 35′ 31″ W                 | Eine der besten Beispiele von Wandmalereien aus einer Zeit, als deren Anfertigung in Kanada weit verbreitet war; eine der wenigen bekannten Beispiele der Freskomalerei in diesem Land. | Saint-Léon de Westmount |
| Saint-Patrick de Montréal                                    | 1847 (Bauende)                                   | 1990            | Montreal 45° 30′ 13″ N, 73° 33′ 53″ W                 | Bekanntes Beispiel einer französisch inspirierten neugotischen Kirche, erbaut für die zahlreichen Einwanderer irischer Herkunft; Schauplatz der Beerdigung von Thomas D’Arcy McGee im Jahr 1868, einem der Väter der Konföderation. | Saint-Patrick de Montréal |
| Schlacht am Lac des Deux Montagnes                           | 1689 (Schlacht)                                  | 1925            | Senneville 45° 26′ 53″ N, 73° 56′ 25″ W               | Ein Gefecht am Lac des Deux Montagnes zwischen Waldläufern und Irokesen; die irokesische Niederlage stellte das Vertrauen der französischen Siedler wieder her, das nach dem Lachine-Massaker erschüttert worden war. | |
| St. George Antiochian Orthodox Church                        | 1940 (Bauende)                                   | 1999            | Montreal 45° 32′ 23″ N, 73° 36′ 51″ W                 | Kirchengebäude im überwiegend byzantinischen Stil und eines der ältesten bekannten Kirchen der syrisch-orthodoxen Gemeinschaft in Kanada, die heute noch für denselben Zweck genutzt wird; wichtiges Symbol der Geschichte und Traditionen dieser Gemeinschaft.                                                                           | St. George Antiochian Orthodox Church                                                                                             |
| St. George’s Anglican Church                                 | 1870 (Bauende)                                   | 1990            | Montreal 45° 29′ 52″ N, 73° 34′ 10″ W                 | Anglikanisches Kirchengebäude im Stadtzentrum und herausragendes Beispiel der „High Victorian Phase“ des neugotischen Stils. | St. George’s Anglican Church |
| St. James United Church                                      | 1888 (Bauende)                                   | 1996            | Montreal 45° 30′ 19″ N, 73° 34′ 7″ W                  | Großes Kirchengebäude im neugotischen Stil, eng verbunden mit der Spätphase des Methodismus in Kanada; bekanntestes Beispiel des Landes für eine Kirche mit einem amphitheaterähnlichen Schiff. | St. James United Church |
| St.-Josephs-Oratorium                                        | 1904–1967 (Bauphase)                             | 2003            | Montreal 45° 29′ 30″ N, 73° 37′ 0″ W                  | Bedeutende römisch-katholische Wallfahrtskirche am Südwesthang des Mont Royal, dominiert von einer weitherum sichtbaren Kuppel; das von André Bessette begründete Oratorium entwickelte sich zu einem religiösen Zentrum und zu einer Touristenattraktion von internationaler Bedeutung.                                                  | St.-Josephs-Oratorium |
| Théâtre Rialto                                               | 1924 (Bauende)                                   | 1993            | Montreal 45° 31′ 25″ N, 73° 36′ 17″ W                 | Ein großes Kino der 1920er Jahre und ein herausragendes Beispiel der Beaux-Arts-Architektur in Kanada. | Théâtre Rialto |
| Théâtre Outremont                                            | 1929 (Bauende)                                   | 1993            | Montreal 45° 31′ 12″ N, 73° 36′ 33″ W                 | Kino mit Fassade und Saal im Stil des Art déco; bekanntes Beispiel für ein kanadisches Kino mit gehobener Ausstattung in neu entstandenen suburbanen Gebieten während der 1920er Jahre. | Théâtre Outremont |
| Trafalgar Lodge                                              | 1848 (Bauende)                                   | 1990            | Westmount 45° 29′ 42″ N, 73° 35′ 53″ W                | Asymmetrisch gebautes Wohnhaus aus Ziegeln und ein seltenes Beispiel einer neugotischen Villa in der Provinz Québec. | Trafalgar Lodge |
| Van Horne/Shaughnessy House                                  | 1848 (Bauende)                                   | 1973            | Montreal 45° 29′ 28″ N, 73° 34′ 43″ W                 | Anwesen von Thomas Shaughnessy, 1. Baron Shaughnessy im Second-Empire-Stil, heute Teil des kanadischen Zentrums für Architektur. | Van Horne/Shaughnessy House |
| Vieux Séminaire de Saint-Sulpice                             | 1687 (Bauende)                                   | 1980            | Montreal 45° 30′ 14″ N, 73° 33′ 25″ W                 | Theologisches Seminar und ältestes erhalten gebliebenes Gebäude in Montreal; ebenfalls bekannt für die historische Integrität des Barockgartens. | Vieux Séminaire de Saint-Sulpice                                                                                                  |
| Wilson Chambers                                              | 1868 (Bauende)                                   | 1990            | Montreal 45° 30′ 3″ N, 73° 33′ 35″ W                  | Viergeschossiges neugotisches Geschäftsgebäude mit Italianate- und Second-Empire-Einflüssen; während zahlreiche Kirchen und öffentliche Gebäude im 19. Jahrhundert in diesem Stil errichtet wurden, waren neugotische Geschäftsgebäude selten; dieses hier ist eines der wenigen erhalten gebliebenen Beispiele in Kanada.                | Wilson Chambers |
| Wohnhaus H. Vincent Meredith                                 | 1897 (Bauende)                                   | 1990            | Montreal 45° 30′ 15″ N, 73° 34′ 55″ W                 | Stellvertretend für die im späten 19. Jahrhundert erbauten Anwesen der Montrealer Elite in der so genannten „goldenen Quadratmeile“ und ein renommiertes Beispiel eines Hauses im Queen-Anne-Stil; erbaut für den Geschäftsmann und Philanthropen Vincent Meredith; heute das Zentrum für Medizin, Ethik und Recht der McGill University. | Wohnhaus H. Vincent Meredith |
| Zeughaus des Black Watch (Royal Highland Regiment) of Canada | 1906 (Bauende)                                   | 2008            | Montreal 45° 30′ 28″ N, 73° 34′ 11″ W                 | Zeughausgebäude des Black Watch (Royal Highland Regiment) of Canada, eines der ältesten Regimenter Kanadas; ein Zeugnis der wichtigen Rolle von Zeughäusern in der kanadischen Militärgeschichte. | Zeughaus des Black Watch Regiment in Montreal                                                                                     |